# أحمد علي عبد الله صالح
أحمد علي عبد الله صالح (ولد 25 يوليو 1972) سفير اليمن السابق في الإمارات من 2013 حتى 2015 هو أكبر أولاد الرئيس السابق علي عبد الله صالح  كان قائد الحرس الجمهوري اليمني لمدة 8 سنوات (2004 - 2012) حتى قام الرئيس هادي بإلغاء الحرس ودمج وحداته في تشكيلات الجيش المختلفة خلال عملية هيكلة الجيش، وكان قائد القوات الخاصة (1999 - 2012).
في 10 أبريل 2013 عين أحمد علي سفيراً لدى الإمارات ولا زال أحمد علي بالإضافة لوالده يتمتعون بحصانة من الملاحقة القضائية منحت لهم بإتفاق المبادرة الخليجية مما سمح لهم بإستغلال النفوذ الواسع في الكثير من قطاعات الجيش اليمني وقادته العسكريين،  خاصة الألوية التي كانت تعرف بالحرس الجمهوري اليمني، لدعم الحوثيين في انقلاب الحوثيين ضد الرئيس عبد ربه منصور هادي. وحاربت قوات الحرس الجمهوري جنباً إلى جنب مع الحوثيين. وفرض الاتحاد الأوروبي عقوبات على أحمد علي وعبد الملك الحوثي في 8 يونيو، وتنص العقوبات على منع السفر وتجميد الأصول المالية، وذلك تنفيذاً لقرار مجلس الأمن رقم 2216.
وكان علي عبد الله يعتزم توريث نجله أحمد علي رئاسة الجمهورية. وفي وثيقة ويكيليكس  (07SANAA1954) ذكر فيها أن معظم المراقبين، بما في ذلك المركز الاستخباراتي الخاص التابع للسفارة، يشعرون أن أحمد علي يجرى تهيئته ليكون الرئيس القادم خلفاً لوالده علي عبد الله صالح.

## نشأته
ولد أحمد علي عبد الله صالح في 25 يوليو 1972 في صنعاء، وفيها درس مراحل التعليم النظامي، ثم حصل على بكالوريوس إدارة واقتصاد من الجامعة الأميركية واشنطن عام 1995، وفي عام 1999 حصل على الماجستير في العلوم العسكرية من كلية القيادة والأركان بالمملكة الأردنية الهاشمية، وفي عام 2006 تخرج ايضاً من كلية الحرب العليا (الأكاديمية العسكرية العليا).
متزوج، وأب لـ 9 أبناء، وهو رئيس مجلس الإدارة في مؤسسة الصالح الاجتماعية الخيرية للتنمية، ورئيس فخري لكل من: نادي التلال الرياضي في مدينة عدن، جمعية المعاقين حركيا، منظمة إرادة شعب، اتحاد اليمن لكرة القدم، نادي شعب حضرموت الرياضي في حضرموت، ونادي اتحاد إب في مدينة إب.

## حياة سياسية وعسكرية
ترقى سريعا في الرتب والسلك العسكري حتى وصل إلى رتبة "عميد ركن"، أصبح عضو مجلس النواب اليمني في الانتخابات عام 1997.
بعد هدوء اليمن من الحروب الداخلية أتجه علي عبد الله صالح لبناء وحدة عسكرية منافسة ومكافئة لقوات الفرقة الأولى مدرع في السبعينات هي قوات الحرس الجمهوري بقيادة الرائد (لواء في ما بعد) علي صالح الأحمر، الأخ غير الشقيق لصالح، وكانت مهمة الحرس تأمين دار الرئاسة وتنقلات الرئيس، وجرى توسيع وتطوير تلك القوات حتى أصبحت جيشاً قائماً بذاته لتشمل كافة مناطق اليمن وأنشئت وحدات جديدة تابعة لها أطلق عليها الحرس الخاص، وجمعت كلها تحت قيادة واحدة أسندها صالح مؤخراً إلى نجله أحمد بعد عزل علي صالح الأحمر من قيادتها في 2000. وبالإضافة لمناصبة المذكورة، أسند لأحمد علي قيادة القوات الخاصة في 1999 التي حظيت بدعم أميركي مباشر وقوي.

### تحضيره لخلافة والده
منذ سنوات يدور جدل بشأن تحضيره من قبل والده علي عبد الله صالح لخلافته في الحكم، يعتقد أن تنحية علي صالح الأحمر الأخ غير الشقيق للرئيس اليمني من قيادة الحرس الجمهوري، وإسناد المهمة إلى أحمد جاءت ضمن التحضيرات الحثيثة التي يقوم بها صالح لتذليل الصعاب أمام نجله، وإفساح المجال أمام توليه السلطة بكل سهولة وانسيابية.
وبدأت تظهر بالسنوات الأخيرة دعوات ومبادرات تطالب بترشيحه للحكم خليفة لوالده، ومنها مبادرة «أحمد من أجل اليمن» التي أطلقها أحد رجالات السلطة، ويعتقد أن هدف هذه المبادرات هو جس نبض اليمنيين ومعرفة مدى تقبلهم للفكرة، وذلك رغم نفي الوالد أكثر من مرة سعيه لتوريث السلطة لنجله الأكبر.
وعندما خرج المتظاهرون في ثورة الشباب اليمنية للتنديد بالبطالة،  والفساد الحكومي وعدد من التعديلات الدستورية التي كان ينوي علي عبد الله صالح تمريرها لتسهيل وصول نجله للرئاسة، مطلع عام 2011،  وفي 2 فبراير 2011 قال صالح أنه لن يرشح نفسه لفترة رئاسية جديدة، ولن يورث الحكم لإبنه أحمد. وفي كلمته أمام البرلمان قال صالح «لا للتمديد، لا للتوريث، ولا لإعادة عقارب الساعة إلى الوراء»، وتعهد صالح بعدم تسليم مقاليد الحكم لابنه أحمد بعد انتهاء فترة ولايته، وعن تجميد التعديلات الدستورية الأخيرة.

### ثورة الشباب
نفذت قوات الأمن عدة هجمات على المظاهرات السلمية خلال ثورة الشباب اليمنية، ويسرت وقوع هجمات أخرى نفذت بواسطة عصابات مسلحة،  وتعتبر قوات الأمن المركزي اليمني التي كان يقودها نجل شقيق صالح العميد يحيى محمد عبد الله صالح، وأيضاً قوات الحرس الجمهوري التي كان يقودها أحمد علي، أكثر الضالعين في الهجمات على المظاهرات السلمية في صنعاء ومختلف مناطق اليمن. وقالت هيومن رايتس ووتش أنها وثقت أدلة على انتهاكات جسيمة لحقوق الإنسان تورطت فيها القوات الخاضعة لقيادة أحمد علي عبد الله صالح خلال أحداث ثورة الشباب اليمنية، بما في ذلك الاعتداءات على المتظاهرين والاعتقال التعسفي والتعذيب وأعمال الاختفاء القسري، حيث وثقت هيومن رايتس ووتش 37 حالة احتجزت خلالها قوات الأمن – بما في ذلك الحرس الجمهوري - أشخاصا لأيام أو أسابيع أو شهور من دون اتهام تعرضوا خلالها للتعذيب وسوء المعاملة بما في ذلك الضرب والصعق بالكهرباء والتهديدات بالقتل أو الاغتصاب ووضعهم في الحجز الانفرادي لأسابيع أو شهور.
بالإضافة لذلك كانت العديد من مناطق اليمن تشهد اشتباكات وأعمال قتال عنيفة مع وحدات من الحرس الجمهوري حيث شهدت منطقة أرحب شمال العاصمة صنعاء منذ شهر مارس 2011م، قتالاً عنيفاً بين قوات الحرس الجمهوري وبين مسلحي قبائل أرحب ونهم وبني جرموز المؤيدين لثورة الشباب،  وحاصر رجال القبائل معسكر تابع للحرس الجمهوري في منطقة نهم لمنعهم من الانضمام للقتال في صنعاء، رجال القبائل ادعوا أن زحفهم على المعسكر ردا على هجوم سابق منهم على قرية في المنطقة.
ومع استمرار الاشتباكات في منطقة أرحب ونهم، شهدت العاصمة صنعاء قتالاً عنيفاً بدءاً من 23 مايو 2011 بعد أن أعلن الشيخ صادق الأحمر شيخ مشائخ قبائل حاشد واحدة من أقوى القبائل في البلاد دعمه لثورة الشباب بعد أحداث جمعة الكرامة، وبدأت الاشتباكات الخفيفة بين أنصارة المسلحين وقوات الأمن والحرس الجمهوري الموالية للحكومة، وتحولت إلى «قتال شوارع»،  وقصف منزل صادق الاحمر بالمدفعية والهاون وفي اليوم الثالث من القتال، ارتفعت حصيلة قتلى المواجهات إلى 69 قتيلا وعشرات الجرحى، بينهم 51 قتيلا من أنصار الأحمر والقبائل المتضامنة وسكان المنازل المجاورة لمنزله. وهاجمت وحدات الحرس الجمهوري والقوات الخاصة بقيادة أحمد صالح المباني الحكومية في الحصبة ولكن فشلت في الاستيلاء عليها.
وفي 25 مايو 2011 توجه عدد من القادة العسكريين والأمنيين ومشائخ القبائل إلى منزل الشيخ صادق الأحمر لبحث وساطة لإيقاف المواجهات المسلحة، وأثناء تواجدهم في المنزل تم قصف المنزل بقذائف المدفعية ما أدى لإصابة ومقتل العديد من المتواجدين فيه، وفي 28 أبريل 2014 أمر النائب العام علي الأعوش التحقيق مع صالح ونجله أحمد، فيما يتعلق بقصف منزل صادق الأحمر، الذي أسفر عن مقتل عدة أشخاص بينهم وسطاء قبليون.

### هيكلة الجيش
قام الرئيس عبد ربه منصور هادي الذي وصل للحكم في فبراير 2012. بعملية هيكلية للجيش اليمني وشرع بإقالة العديد من القادة العسكريين المرتبطين بعلي عبد الله صالح ونجله أحمد،  وأيضاً من قاموا بتأييد الثورة ضد علي صالح من القادة العسكريين. وقام هادي بإصدار قرارات بتفكيك بعض الألوية العسكرية التابعة للحرس الجمهوري  والفرقة الأولى مدرع،  وقضفت تلك القرات بدمج وحدات من الحرس الجمهوري في القوات البرية ووحدات أخرى حولت إلى احتياط وزارة الدفاع، ودمج وحدات الفرقة الأولى مدرع في القوات البرية. في 6 أغسطس أعلن الرئيس هادي قرارات لإعادة هيكلة القوات المسلحة للحد من سلطة أحمد علي عبد الله صالح،  قضت بنقل ثلاثة من أكبر ألوية الحرس مع قوات أخرى من الجيش إلى قوة جديدة تدعى قوات الحماية الرئاسية والتي تكون تحت الإشراف المباشر من رئيس الجمهورية.، وقضت بنقل لوائين آخرين من الحرس إلى المناطق العسكرية الجنوبية والوسطى.
في 14 أغسطس 2012 قام مئات من جنود الحرس الجمهوري الموالون لصالح بالهجوم على مقر وزارة الدفاع بصنعاء بالأسلحة الرشاشة وبالقذائف المضادة للدروع وذلك بعد أن حاصروة، ، وأعتقلت الشرطة العسكرية 40 من جنود الحرس الجمهوري بعد هجومهم على مبنى الوزارة،  وأدت الاشتباكات لمقتل 2 من الحراس وأصابة 17 آخرين. وأكدت اللجنة الأمنية العليا في بيان لها أنه الجنود المقبوض عليهم وسيتم التحقيق معهم وإحالتهم إلى القضاء العسكري لينالوا جزائهم العادل.
في 15 ديسمبر 2012، وسط توترات بين وحدات «الحرس الجمهوري» والرئيس عبد ربه منصور هادي، رفض أحمد علي التخلي عن السيطرة على ألوية الصواريخ وتسليمها إلى وزارة الدفاع،  وفي 19 ديسمبر، رد الرئيس هادي بإصدار مراسيم إعادة هيكلة الجيش اليمني إلى أربعة فروع رئيسية بما فيها القوات البرية والقوات البحرية والقوات الجوية، وقوات حرس الحدود اليمنية، مما جعل مسألة قبول أحمد علي أو رفضه غير لازمه،  وذلك في محاولة من جانب الرئيس هادي لإضعاف نفوذ النخبة السياسية والعسكرية في اليمن. على الرغم من ذلك لا يزال أحمد صالح على ما يبدو جزءا من الجيش، ولكن غير واضح أين وماهو منصبه بالضبط.

### السفير لدى الإمارات
في محاولة من الرئيس هادي لعزل أحمد علي عن الجيش وإبعادة عن المؤسسة العسكرية أصدر قرار في 10 أبريل 2013 بتعيين أحمد علي سفيراً لدى الإمارات. وأعتبرت هيومن رايتس ووتش تعيين أحمد علي في منصب سفير وهو الذي كان على صلة بالانتهاكات في ثورة الشباب من شأن هذا التعيين أن يمنحه حصانة دبلوماسية تعيق محاكمتة وهو يعد من بواعث القلق.
وفي عام 7 ديسمبر 2015 قام الرئيس هادي بإصدار قرار رقم 34 لسنة 2015م بتعيين المهندس فهد سعيد المنهالي سفيرا فوق العادة ومفوضا للجمهورية اليمنية لدى دولة الإمارات العربية المتحدة بدلاً من أحمد علي.

### انقلاب الحوثيون
بعد ثلاث سنوات من استقالة علي عبد الله صالح لا يزال جزء كبير من الجيش موالي له. حيث يتمتع علي عبد الله صالح ونجله أحمد بحصانة من الملاحقة القضائية منحت لهم بإتفاق المبادرة الخليجية مما سمح لهم بإستغلال النفوذ الواسع في الكثير من قطاعات الجيش اليمني وقادته العسكريين،  خاصة الألوية التي كانت تعرف بالحرس الجمهوري اليمني، لدعم انقلاب الحوثيين ضد الرئيس عبد ربه منصور هادي.
وقدر نفوذ صالح ونجله على الجيش بحوالي 70% من الجيش اليمني. حيث يعتبر صالح اللاعب الأهم في الصراع على السلطة بين الحوثيين وحكومة الرئيس هادي، باعتباره من الحلفاء الرئيسيين للحوثيين وأحد أهم القوى الدافعة في الصراع. وأتهمت الأمم المتحدة صالح بإثارة الفوضى في اليمن وفرضت الأمم المتحدة عقوبات ضده.
وتحارب حالياً قوات الحرس الجمهوري جنباً إلى جنب مع الحوثيين، ضد القوات العسكرية ومسلحي «المقاومة الشعبية» الموالية للرئيس عبد ربه منصور هادي في عدن والضالع وشبوة ومحافظات جنوب اليمن بالإضافة إلى مأرب[ ؟ ] وتعز. وتتعرض تلك الألوية لغارات جوية بين الحين والآخر من قبل دول التحالف خلال العمليات العسكرية ضد الحوثيين.
وتشارك بعض الوحدات العسكرية للحرس الجمهوري وقوات حرس الحدود القتال مع الحوثيين في الاشتباكات الحدودية اليمنية السعودية ومحاولات استهداف المواقع العسكرية في منطقتي نجران وجيزان على الحدود اليمنية السعودية.

### عقوبات دولية
في 7 نوفمبر 2014 فرض «مجلس الأمن الدولي» لتابع للأمم المتحدة عقوبات على الرئيس السابق علي عبد الله صالح واثنين من كبار القادة العسكريين للحوثيين عبد الخالق الحوثي (أخ شقيق لعبد الملك) وعبد الله يحيى الحكيم المعروف ب«أبو علي الحاكم» لاتهامهم بتهديد السلام والاستقرار في اليمن، وتهدف العقوبات لوضعهم في قائمة المنع من السفر إضافة إلى تجميد أصولهم. وقامت الولايات المتحدة بإجرائات مماثلة وتهدف العقوبات الأمريكية لمنع الشركات الأمريكية من التعامل معهم وتجميد أصولهم المالية إن وجدت في الولايات المتحدة، وقالت وزارة المالية الأمريكية إنها وضعت أسماء علي عبد الله صالح وعبد الخالق الحوثي وعبد الله يحيى الحكيم في اللائحة السوداء لأنهم «انخرطوا في أعمال تهدد بشكل مباشر أو غير مباشر السلام والأمن والاستقرار في اليمن»، وأضافت وزارة المالية الأمريكية أن الرجال الثلاثة «استخدموا العنف الذي من شأنه تقويض العملية السياسية وعرقلة تنفيذ عملية الانتقال السياسي في اليمن».
في 8 يونيو فرض الاتحاد الأوروبي عقوبات على عبد الملك الحوثي وأحمد علي عبد الله صالح، ونصت العقوبات على منعهم من السفر و«تجميد الأصول المالية»، وذلك تنفيذاً لقرار مجلس الأمن رقم 2216.
ويشمل قرار مجلس الأمن حظر توريد الأسلحة والعتاد ووسائل النقل العسكرية، لعلي عبد الله صالح ونجله أحمد وعبد الملك الحوثي وعبد الخالق الحوثي وعبد الله يحيى الحكيم (أبو علي الحاكم)، وكافة الأطراف التي تعمل لصالحهم أو تنفيذاً لتعليماتهم في اليمن، 
وطالب القرار الدول المجاورة بتفتيش الشحنات المتجهة إلى اليمن في حال ورود اشتباه بوجود أسلحة فيها، وطالب الحوثيون بوقف القتال وسحب قواتهم من المناطق التي فرضوا سيطرتهم عليها بما في ذلك صنعاء.

### رفع العقوبات الدولية عنه وعن والده الرئيس الراحل
في يوم الأربعاء 31 يوليو 2024 رفع مجلس الأمن الدولي اسمي الرئيس اليمني السابق علي عبد الله صالح ونجله أحمد من قائمة العقوبات المفروضة عليهما منذ 10 سنوات، وفقا لمصدر دبلوماسي يمني وعضو بمجلس القيادة الرئاسي في البلاد، حيث تقدمت الحكومة اليمنية تقدمت بطلب رسمي عبر بعثتها في نيويورك لمجلس الأمن الدولي بطلب رفع العقوبات عن الرئيس اليمني الراحل علي عبدالله صالح ونجله السفير أحمد ووافق مجلس الأمن الدولي على طلب الحكومة، وأعلن رسميا رفع اسمي الرئيس السابق ونجله من قائمة العقوبات. كما سبق أن وجه أحمد علي عبد الله صالح، في منتصف مايو 2024، رسالة إلى لجنة العقوبات الدولية التابعة لمجلس الأمن الدولي، دعاها فيه إلى مراجعة قراراتها الخاصة بفرض العقوبات ضده وضد والده الرئيس الراحل. وقال بيان بثه موقع الأمم المتحدة على الإنترنت، مساء الأربعاء 31 يوليو 2024، إن لجنة العقوبات التابعة لمجلس الأمن قررت إزالة الادخالات الخاصة بالأفراد والكيانات لكل من الرئيس الراحل علي عبدالله صالح ونجله أحمد علي من قائمة العقوبات. فيما اعتبر مراقبون القرار خطوة نحو اصطفاف يمني ضد الحوثيين من خلال إعطاء دور سياسي مرتقب والدفع بعملية السلام التي في حال فشلها سيقدم ضمن قوة مرتقبة ضد الحوثيين.
وفي 16 أغسطس 2024 رفع الاتحاد الأوروبي اسمي الرئيس صالح ونجله أحمد من قائمة العقوبات الخاصة بالاتحاد، وحسب موقع العقوبات الدولية فقد قام الاتحاد الأوروبي بحذف ادخالات الشخصين، حيث أظهرت القائمة يوم الجمعة 16 أغسطس 2024، حذف إسمي الرئيس اليمني الاسبق ونجله أحمد من قائمة العقوبات الدولية بعد إدخالهم إليها عام 2014.

## تهمة فساد
كانت قد تناولت بعض الصحف [ما هي؟]
، ورود اسمه في تهمة فساد بتلقي رشى بعد كشف إحدى المحاكم الأميركية [ما هي؟]
، تورطه بمعية مسؤولين بوزارة الاتصالات اللاسلكية اليمنية بتلقي رشى من شركة اتصالات أميركية «لاتن نود» مقابل الحصول على أجور عالية للخدمات التي تقدمها الشركة، بينما أوضحت المحكمة لاحقاً ألّا دليل على ورود اسم نجل الرئيس في أي من هذه التهم وفقاً لموقع التحقيقات الفيدرالي. وأشار البيان إلى أن وثائق المحكمة لا تدعي ولا تشير إلى أي أدلة تثبت أن نجل الرئيس اليمني تلقى أي مبالغ مالية من شركة لاتن نود.

## محاولة اغتياله
تعرض لمحاولة اغتيال عام 2004م على يد ضابط يدعى علي المراني أطلق عليه ثماني رصاصات مما أسفر عن إصابته ونقله إلى مستشفى الحسين بعمان لتلقى العلاج، لكن الحكومة اليمنية نفت صحة تلك الحادثة.
وفي 25 مايو 2015 دكت طائرات التحالف العربي منزل أحمد علي خلال العمليات العسكرية ضد الحوثيين والقوات المؤيدة لعلي عبد الله صالح.

## الحكم عليه بالإعدام
في يوم الخميس 31 يوليو 2025 أصدرت المحكمة العسكرية المركزية التابعة لحكومة أنصار الله الحوثيين في صنعاء حكمًا بإعدام أحمد علي عبدالله صالح نجل الرئيس اليمني الأسبق علي عبدالله صالح ومصادرة ممتلكاته بتهمة "الخيانة والعمالة والتخابر مع العدو"، وكذا إدانته بجريمة الفساد بالإضافة إلى عقوبات تكميلية أخرى متعلقة بالوظيفة العامة.

## مقالات ذات صلة
- ثورة الشباب اليمنية.
- علي عبد الله صالح.